# Widerstandsthermometer
Widerstandsthermometer sind elektrische Bauelemente, welche die Temperaturabhängigkeit des elektrischen Widerstandes eines elektrischen Leiters zur Messung der Temperatur ausnutzen.
Als Widerstandsmaterial eignen sich vorzugsweise reine Metalle. Sie zeigen stärkere Widerstandsänderungen als Legierungen. Ferner haben sie einen nahezu linearen Zusammenhang des Widerstandes mit der Temperatur. Für zuverlässige Messungen wird vorzugsweise das korrosionsbeständige Platin verwendet, da dieses besonders wenig Alterung zeigt, und da sich daraus Thermometer mit geringen Fehlergrenzen fertigen lassen.
Der temperatur-empfindliche Sensor, der Messwiderstand, kann auch aus Keramik (gesinterte Metalloxide) oder Halbleitern bestehen, womit sich sehr viel höhere Temperaturkoeffizienten als mit Metallen und damit auch viel höhere Empfindlichkeiten erzielen lassen, aber mit geringerer Genauigkeit und erheblicher Temperaturabhängigkeit des Temperaturkoeffizienten selbst. Man bezeichnet diese Widerstände als Thermistoren, wobei Heißleiter (NTC-Widerstände) in der Messtechnik eher verwendet werden als Kaltleiter (PTC-Widerstände).

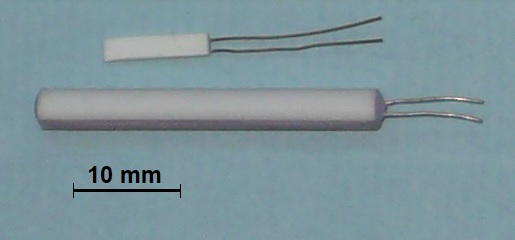
Pt100-Messwiderstände, u. a. zum Einbau in keramische oder metallische Hülsen

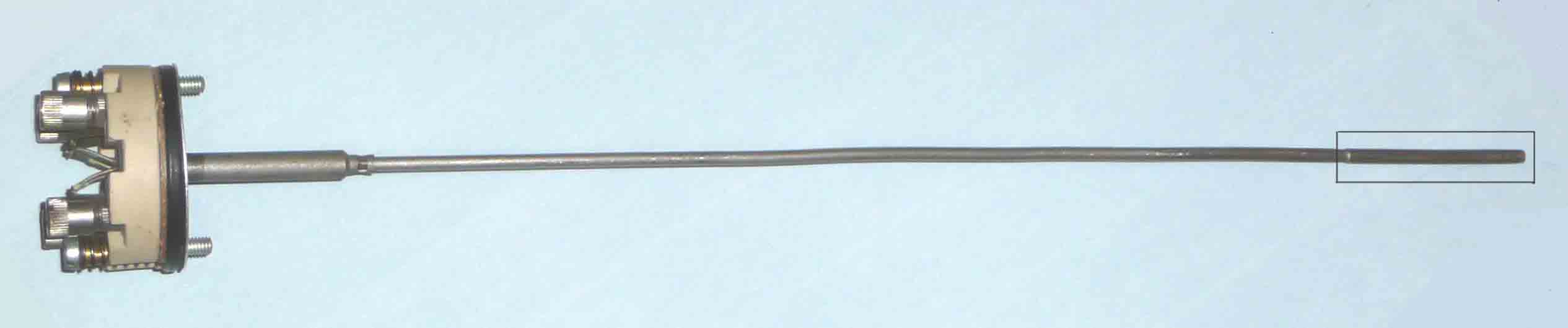
Messeinsatz mit Anschlusssockel; der auf die Temperatur empfindliche Messwiderstand befindet sich im rechts eingerahmten Bereich

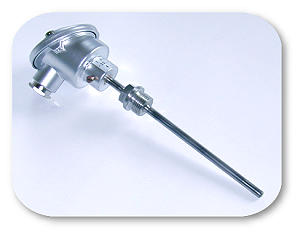
Industrielles Widerstandsthermometer in Schutzrohr mit Anschlusskopf

Platin-Widerstandsthermometer für die industrielle Verwendung bestehen aus einem Messeinsatz in einer vor Korrosion schützenden Armatur. Die Verdrahtung des Messeinsatzes wird häufig in einem Anschlusskopf vorgenommen, von wo aus das Thermometer über Kabel mit einer externen elektrischen Messeinrichtung verbunden werden kann. Der Messeinsatz ist eine leicht austauschbare Einheit, meistens mit keramischem oder Edelstahl-Mantel und mit Anschlusssockel; dieser Einsatz enthält an seinem Ende einen oder mehrere Platin-Messwiderstände. Der im Bild gezeigte Messeinsatz enthält im Anschlusssockel außer den Klemmschrauben für die Verdrahtung noch zwei gefederte Montageschrauben, die für guten Wärmekontakt zum Schutzrohr den notwendigen Andruck liefern.
Herkömmliche Thermometer messen die Temperatur anhand der Längen- oder Volumenänderung eines Stoffes und sind nur als anzeigende Messgeräte geeignet. Der Vorteil der Widerstandsthermometer liegt darin, dass sie ein elektrisches Signal liefern und sich zum Einsatz in der industriellen Messtechnik eignen.

## Kenngrößen und Grenzabweichungen
Innerhalb kleiner Temperaturbereiche kann oft die Formel
{\displaystyle R_{t}=R_{20}\cdot (1+\alpha _{20}\cdot (t-20\;^{\circ }\mathrm {C} ))}
angewendet werden. Sind der zur Celsius-Temperatur {\displaystyle t} gehörende Widerstand {\displaystyle R_{t}=R(t)}, der zu 20 °C gehörende Widerstand {\displaystyle R_{20}} und der auf 20 °C bezogene Temperaturkoeffizient {\displaystyle \alpha _{20}} bekannt, so kann die Temperatur folgendermaßen berechnet werden:
{\displaystyle t=20\;^{\circ }\mathrm {C} +{\frac {R_{t}-R_{20}}{R_{20}\cdot \alpha _{20}}}}
Der Temperaturkoeffizient wird als Materialkonstante angesehen, die die relative Widerstandsänderung {\displaystyle \Delta R/R_{20}} pro Temperaturänderung {\displaystyle \Delta t} angibt
{\displaystyle \alpha _{20}={\frac {1}{R_{20}}}{\frac {\Delta R}{\Delta t}}}
Voraussetzung für eine so einfache Berechnung ist ein eingeengter Messbereich oder ein konstanter Temperaturkoeffizient. Letzteres ist bei Metallen und Silizium nur annähernd der Fall; bei Thermistoren aus Bariumtitanat ist diese Näherung nicht gegeben.

### Platin

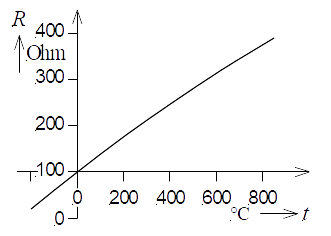
Kennlinie eines Platin-Messwiderstands Pt100

Für die in der industriellen Messtechnik weit verbreiteten Platin-Widerstandsthermometer und die darin verwendeten Messwiderstände gibt es eine Normung, in der für die Funktion {\displaystyle R_{t}=R(t)} hinter dem linearen Glied weitere Summanden angegeben werden
- für den Bereich {\displaystyle t=0\ldots 850\ ^{\circ }\mathrm {C} }:

{\displaystyle R_{t}=R(t)=R_{0}\;(1+At+Bt^{2})},
- für den Bereich {\displaystyle t=-200\ldots 0\ ^{\circ }\mathrm {C} }:

{\displaystyle R_{t}=R(t)=R_{0}\;(1+At+Bt^{2}+C(t-100\,^{\circ }\mathrm {C} )t^{3})},
mit {\displaystyle A=3{,}9083\cdot 10^{-3}\ ^{\circ }\mathrm {C} ^{-1}}; {\displaystyle B=-5{,}775\cdot 10^{-7}\ ^{\circ }\mathrm {C} ^{-2}}; {\displaystyle C=-4{,}183\cdot 10^{-12}\ ^{\circ }\mathrm {C} ^{-4}}.
Als Nennwert wird {\displaystyle R_{0}=R(0)} angegeben, also der Widerstand bei 0 °C. Bevorzugt werden Widerstände mit dem Nennwert 100 Ω eingesetzt; diese Sensoren heißen Pt100. Weitere gängige Nennwerte sind 10 Ω, 500 Ω und 1000 Ω. Einzelheiten werden unter dem Stichwort Platin-Messwiderstand aufgeführt. Die in der Tabelle unten enthaltenen Werte sind mit diesen Gleichungen berechnet.
Der Definitionsbereich sagt nichts darüber aus, bis zu welcher Temperatur ein Messwiderstand oder Messeinsatz tatsächlich eingesetzt werden kann; der zulässige Einsatzbereich hängt von den insgesamt verwendeten Werkstoffen ab und wird vom Hersteller im Katalog angegeben. Platin-Widerstandsthermometer können für deutlich kleinere Bereiche oder bei entsprechender Ausführung in Extrapolation der Kennlinie auch bis −250 °C oder +1000 °C verwendet werden.
Ein Platin-Thermometer soll vom Hersteller einer Genauigkeitsklasse zugeordnet werden. In der angegebenen Norm werden zu jeder Klasse die dem Betrage nach maximal zulässigen Messabweichungen (Grenzabweichungen) festgelegt:
| Klasse | Gültigkeitsbereich          | Gültigkeitsbereich | Grenzabweichung                        |
| ------ | --------------------------- | ------------------ | -------------------------------------- |
|        | Drahtgewickelte Widerstände | Schichtwiderstände |                                        |
| AA     | 0−50 … +250 °C              | −00 … +150 °C      | 0,10 °C + 0,0017·{\displaystyle \|t\|} |
| A      | −100 … +450 °C              | −30 … +300 °C      | 0,15 °C + 0,0020·{\displaystyle \|t\|} |
| B      | −196 … +600 °C              | −50 … +500 °C      | 0,30 °C + 0,0050·{\displaystyle \|t\|} |
| C      | −196 … +600 °C              | −50 … +600 °C      | 0,60 °C + 0,0100·{\displaystyle \|t\|} |

Beispiel zur vorzugsweise verwendeten Klasse B: Bei 500 °C sind Abweichungen des Messwertes zulässig bis ±2,8 °C.
Der Temperaturkoeffizient des Widerstands wird in der Norm etwas anders als häufig (und auch oben) festgelegt als
{\displaystyle \alpha _{0}={\frac {\Delta R/R_{0}}{\Delta t}}} ,
also zur Bezugstemperatur 0 °C statt 20 °C. Der mittlere Temperaturkoeffizient über die Spanne 0 … 100 °C ergibt sich zu {\displaystyle \alpha _{0}=3{,}85\cdot 10^{-3}\ ^{\circ }\mathrm {C} ^{-1}} und wird als charakterisierender Wert verwendet.
Mit der linearen Näherung
{\displaystyle R_{t}=R(t)=R_{0}\;(1+\alpha _{0}t)}
liegen im Bereich −20 … +120 °C die Abweichungen dem Betrage nach unter 0,4 °C. Sie sind nicht größer als die oben angegebenen Grenzabweichungen (Fehlergrenzen durch Produktionsschwankungen) in Klasse B.
Normalerweise wird {\displaystyle R_{t}} gemessen und die Temperatur {\displaystyle t} gesucht. Die Auflösung („Umkehrung“) nach {\displaystyle t} bzw. die Linearisierung (Erzeugung eines nicht mit dem Widerstand, sondern mit der Temperatur linear verknüpften Ausgangssignals) wird teilweise durch einen im Messeinsatz integrierten Messumformer vorgenommen, siehe unten bei Messschaltungen.

### Nickel
Nickel besitzt im Vergleich zu Platin eine höhere Empfindlichkeit, es liefert bei gleicher Temperaturänderung eine größere relative Widerstandsänderung. Allerdings ist dieses Material aus der Normung herausgenommen worden. Für den Temperaturgang galt im Bereich von −60 °C bis +250 °C die Gleichung:
{\displaystyle R_{t}=R(t)=R_{0}\cdot (1+At+Bt^{2}+Ct^{4}+Dt^{6})}
mit {\displaystyle t} der Temperatur in °C; {\displaystyle R_{0}} dem Widerstandsnennwert bei 0 °C; {\displaystyle A=5{,}485\cdot 10^{-3}\ ^{\circ }\mathrm {C} ^{-1};\ B=6{,}65\cdot 10^{-6}\ ^{\circ }\mathrm {C} ^{-2};\ C=2{,}805\cdot 10^{-11}\ ^{\circ }\mathrm {C} ^{-4};\ D=-2\cdot 10^{-17}\ ^{\circ }\mathrm {C} ^{-6}}.
Neben dem Ni100 mit {\displaystyle R_{0}} = 100 Ω waren die Ausführungen Ni500 mit 500 Ω und Ni1000 mit 1000 Ω in Gebrauch.
Gemäß der zuletzt nur noch auf Nickel-Messwiderstände angewendeten und seit April 1994 zurückgezogenen DIN 43760 galten als Grenzabweichungen:
| Gültigkeitsbereich | Grenzabweichung                       |
| ------------------ | ------------------------------------- |
| −60 … 000 °C       | 0,4 °C + 0,028 ·{\displaystyle \|t\|} |
| −00 … 250 °C       | 0,4 °C + 0,007 ·{\displaystyle \;t\;} |

Nachteilig im Vergleich zum Platin-Messwiderstand sind der kleinere Temperaturbereich (−60 … +250 °C) und die größere Grenzabweichung, speziell im Bereich unterhalb von 0 °C.

### Silizium
Silizium-Messwiderstände sind einsetzbar im Bereich −50 … +150 °C. Für ihren Temperaturgang gilt im Bereich −30 … +130 °C laut Datenblatt die Gleichung:
{\displaystyle R_{t}=R(t)=R_{25}\cdot (1+A(t-t_{25})+B(t-t_{25})^{2})}
mit {\displaystyle t} der Temperatur in Grad Celsius; {\displaystyle t_{25}} der Temperatur 25 °C; {\displaystyle R_{25}} dem Widerstandsnennwert bei 25 °C; {\displaystyle A=7{,}88\cdot 10^{-3}\ ^{\circ }\mathrm {C} ^{-1};\ B=1{,}937\cdot 10^{-5}\ ^{\circ }\mathrm {C} ^{-2}}.
In dem genannten Datenblatt werden Nennwerte für {\displaystyle R_{25}} mit 1000 Ω und 2000 Ω bei einem Messstrom von 1 mA angegeben mit Grenzabweichungen 1 … 3 %.
Ferner gibt es für denselben Temperaturbereich integrierte Schaltkreise mit linearisiertem Ausgangssignal, beispielsweise mit nominell 1 μA/K oder 10 mV/K bei einer Versorgungsspannung 4 … 30 V; beispielsweise.

### Heißleiter
Heißleiter weisen einen hochgradig nichtlinearen Zusammenhang zwischen Widerstand und Temperatur auf. Als brauchbare Approximation des temperaturabhängigen Widerstands wird folgende Funktion benutzt, die als Argument die absolute Temperatur {\displaystyle T} hat:
{\displaystyle R_{T}=R(T)=A\cdot \mathrm {e} ^{^{\frac {B}{T}}}=R_{R}\cdot \mathrm {e} ^{B\left({\frac {1}{T}}-{\frac {1}{T_{R}}}\right)}}
Dabei ist {\displaystyle T_{R}} die Referenztemperatur (meist 298,15 K = 25 °C) und {\displaystyle R_{R}} der Widerstand bei der Referenztemperatur (meist als {\displaystyle R_{25}} geschrieben). Die Größe {\displaystyle B} ist eine materialabhängige Konstante, die meist zwischen {\displaystyle B} = 2500 … 5000 K liegt.
Die üblichen Toleranzen von {\displaystyle R_{R}} liegen bei 5 oder 10 %, von {\displaystyle B} bei 3 %.
Der Temperaturkoeffizient wird hier wieder etwas anders definiert und ergibt sich im Grenzfall differenziell kleiner Temperaturänderungen zu
{\displaystyle \alpha _{T}={\frac {1}{R_{T}}}\,{\frac {\mathrm {d} R}{\mathrm {d} T}}\Rightarrow -{\frac {B}{T^{2}}}}
Er fällt quadratisch ab mit steigender absoluter Temperatur. Im üblichen erlaubten Arbeitsbereich zwischen −50 °C und +125 °C kann dieser sich damit etwa um den Faktor 3 ändern.
Beispiel: Mit {\displaystyle B} = 3600 K und {\displaystyle T} = 300 K ergibt sich {\displaystyle \alpha _{T}} = -40e-3 K−1. Das ist gegenüber {\displaystyle \alpha _{0}} bei Platin dem Betrage nach rund das Zehnfache.
Heißleiter weisen eine schlechte Langzeitkonstanz auf, ändern ihren Widerstand durch Feuchtigkeit, haben ein gewisses Gedächtnis (Widerstand ist von der Vorgeschichte abhängig), so dass sie für Messzwecke wenig geeignet sind.
Verwendet werden sie für unkritische Temperaturüberwachungen sowie für einfache Temperaturmessungen mit Genauigkeitanforderungen von 1 … 3 K (Beispiel: Mikrocontrollerboards, Batterietemperaturen/Sensortemperaturen in Kameras). Linearisiert wird in diesen Fällen meistens durch hinterlegte Lookup-Tabellen.
Heißleiter können je nach Ausführung im Bereich zwischen etwa −55 °C und max. +250 °C verwendet werden. Sie werden in Stab-, Scheiben- oder Perlenform hergestellt, teilweise mit Glas ummantelt.

## Messschaltungen

Messschaltungen für Widerstandsthermometer

Zur Widerstandsmessung muss der Widerstand von einem konstanten Strom durchflossen werden. Die anliegende Spannung ist ein leicht messbares, dem Widerstand proportionales Signal. Häufig misst man allerdings nicht diese Spannung, sondern nur ihre Änderung gegenüber einem Anfangswert mittels einer differenzbildenden Schaltung (Wheatstone-Brücke). Um den Fehler durch Eigenerwärmung gering zu halten, muss der Messstrom möglichst gering sein, für Pt100 typisch nicht höher als ein Milliampere.
In industriellen Anlagen sind häufig größere Entfernungen zwischen Sensor und Messumformer zu überbrücken mit entsprechend langen Zuleitungen. Um Einflüsse der Widerstände der Leitungen auf den Messwert zu vermeiden, werden Platin-Widerstandssensoren auch mit Drei- oder Vierleiteranschluss gefertigt. Dadurch wird eine getrennte Zuführung des Messstromes möglich bzw. der Zuleitungsfehler kann kompensiert werden. Im Außenbereich ist die Installation mit drei oder vier Leitern unbedingt anzuraten. Alternativ wird ein erster Messumformer bereits im Anschlusskopf untergebracht.
Brücken-SchaltungFür die fast abgeglichene Wheatstone-Brücke (mit kleiner Verstimmung) gilt im Prinzip
{\displaystyle U\sim \Delta R=R_{t}-R_{1}}
Zweileiter-Schaltung{\displaystyle U\sim R_{t}+2\cdot R_{\mathrm {Ltg} }+R_{\mathrm {Abgl} }-R_{1}}
{\displaystyle U\sim R_{t}+2\cdot R_{\mathrm {Ltg} }-\mathrm {konst} }
Ein {\displaystyle \Delta R_{\mathrm {Ltg} }} ist nicht unterscheidbar von einem {\displaystyle \Delta R_{t}}. Genormt darf {\displaystyle 2\cdot R_{\mathrm {Ltg} }} bis 10 Ω betragen. Bei kleinerem Leitungswiderstand wird mit einem Abgleichwiderstand auf 10 Ω ergänzt. Da die Kupferleitungen etwa denselben Temperaturkoeffizienten haben wie ein Pt100, macht sich überschlägig jede Temperaturänderung der Leitung bis zu 10 % bemerkbar wie eine Temperaturänderung der Messstelle; dabei sind in Freileitungen Schwankungen um 50 … 70 K realistisch.
Dreileiter-Schaltung{\displaystyle U\sim (R_{t}+R_{\mathrm {Ltg3} })-(R_{1}+R_{\mathrm {Ltg2} })}
{\displaystyle U\sim R_{t}-R_{1}\ .}
Bei gleichen Leitungen fällt {\displaystyle R_{\mathrm {Ltg} }} heraus. Ein Abgleichwiderstand ist dann überflüssig. {\displaystyle R_{\mathrm {Ltg1} }} wirkt wie ein Quellenwiderstand der Speisespannung und macht sich praktisch nicht bemerkbar.
Vierleiter-SchaltungMit einer elektronisch stabilisierten Konstantstromquelle ist {\displaystyle I} unabhängig von {\displaystyle R_{t}} und von {\displaystyle R_{\mathrm {Ltg} }} in den Speiseleitungen. Wenn man ein elektronisches Spannungsmessgerät mit hohem Eingangswiderstand verwendet, wird {\displaystyle I_{U}\ll I} (keine merkliche Stromverzweigung) und {\displaystyle I_{U}\cdot R_{\mathrm {Ltg} }\ll I\cdot R_{t}} (kein merklicher Spannungsverlust in den Messleitungen); damit ist
{\displaystyle U=I\cdot R_{t}\;;\quad U\sim R_{t}\;.}
Zwei Leiter mit MessumformerEin Widerstandsthermometer mit integriertem Messumformer, gelegentlich als „Strom-Transmitter“ bezeichnet, lässt einen Strom hindurchfließen, der in einem linearen Zusammenhang zur Temperatur steht. Bei einer Stromschnittstelle, die mit einem Einheitssignal arbeitet, ist der Strom von {\displaystyle R_{\mathrm {Ltg} }} unabhängig. Ferner sind digitaltechnische Feldbus-Transmitter erhältlich. Eine Zweidrahtleitung übernimmt sowohl die Energie- als auch die Signalübertragung. Mit einer vom Messbereich abhängigen Konstanten {\displaystyle t_{0}} ergibt sich
{\displaystyle I\sim t-t_{0}\;.}

## Fehlerquellen
Wie bei allen Berührungsthermometern sind statische und verzögernde Wärmeleitungs-Einflüsse zu beachten. Bei Widerstandsthermometern kommt ferner der Einfluss des Widerstands der Messleitungen als Fehlerquelle in Betracht:

### Mangelhafter Isolationswiderstand
Ein mangelhafter Isolationswiderstand kann elektrisch als parasitärer Parallelwiderstand zum Messwiderstand angesehen werden. Er führt also dazu, dass auswertende Komponenten eine zu geringe Temperatur anzeigen. Er entsteht meist schon während der Produktion der Sensoren durch das Eindringen von Feuchtigkeit in den Messeinsatz, insbesondere dort wo mineralisolierte Mantelleitung mit hygroskopischem Isolationsmaterial wie Magnesium- oder Aluminiumoxidpulver verwendet wird. Für Platin-Messwiderstände gemäß ist ein Isolationswiderstand von ≥100 MΩ bei einer Gleichspannung von mindestens 100 V bei Raumtemperatur vorgeschrieben, aber nur noch ≥0,5 MΩ bei 500 °C und 10 V.

### Parasitäre Thermospannungen
Sie werden durch den thermoelektrischen Effekt hervorgerufen und entstehen durch den Einsatz verschiedener Materialien für die Anschlussleiter und dem Platinsensor selbst. So bilden sich in einem Messeinsatz, der etwa Zuleitungen aus Nickel und einen Platin-Chip-Sensor mit Palladium Anschlussdrähten verwendet gleich mehrere parasitäre Thermospannungsquellen aus. Da die Thermospannungen sowohl auf der Zuleitung wie auf der Rückleitung entstehen kann in der Regel davon ausgegangen werden, dass sie sich gegenseitig aufheben. In ungünstigen Fällen jedoch, bedingt etwa durch unregelmäßige Wärmeübergänge, treten Thermospannungen auf, die von der auswertenden Elektronik nur von dem Spannungsabfall über dem Messwiderstand unterschieden werden können, wenn sie für jede Messung die Polarität wendet.

### Eigenerwärmung
Der Messstrom erzeugt eine Verlustleistung am Messwiderstand, die in Wärme umgesetzt wird und ist abhängig vom Grundwert, der Messtemperatur, der Bauart sowie der Wärmeleitung und -kapazität. Da im Allgemeinen ein Messstrom von 1 mA nicht überschritten wird, liegt diese Verlustleistung bei einem Pt100 im Bereich einiger Zehntel-Milliwatt und erzeugt normalerweise keinen nennenswerten Messfehler. Nur in seltenen Fällen muss die Eigenerwärmung beachtet und für den jeweiligen Anwendungsfall unter Einsatzbedingungen ermittelt werden.

### Hysterese
Die Hysterese macht sich dadurch bemerkbar, dass das Thermometer nach großen Temperaturänderungen nicht mehr denselben Wert misst wie zuvor. Sie ist auf mechanische Spannungen im Sensorelement zurückzuführen, die durch unterschiedliche Ausdehnungskoeffizienten vom Platin und dem Trägermaterial, bzw. bei Glassensoren der Umhüllung, entstehen. Diese von der Vorbehandlung verursachte Abweichung darf für Platin-Messwiderstände gemäß einem in der zugehörigen Norm festgelegten Prüfverfahren nicht größer sein als es die Grenzabweichung bei der Prüftemperatur für die jeweilige Genauigkeitsklasse zulässt.

## Tabelle
| Temperatur in °C | Pt100    | Pt1000   | PTC      | NTC      | NTC      | NTC      | NTC      | NTC      | Silizium    | Silizium    |
| Temperatur in °C | Typ: 404 | Typ: 501 | Typ: 201 | Typ: 101 | Typ: 102 | Typ: 103 | Typ: 104 | Typ: 105 | Typ: KT 100 | Typ: KT 210 |
| ---------------- | -------- | -------- | -------- | -------- | -------- | -------- | -------- | -------- | ----------- | ----------- |
| −200             | 18,52    | 185,2    |          |          |          |          |          |          |             |             |
| −100             | 60,26    | 602,6    |          |          |          |          |          |          |             |             |
| −50              | 80,31    | 803,1    | 1032     |          |          |          |          |          | 518         | 1036        |
| −45              | 82,29    | 822,9    | 1084     |          |          |          |          |          | 543         | 1087        |
| −40              | 84,27    | 842,7    | 1135     |          |          | 50475    |          |          | 570         | 1139        |
| −35              | 86,25    | 862,5    | 1191     |          |          | 36405    |          |          | 597         | 1194        |
| −30              | 88,22    | 882,2    | 1246     |          |          | 26550    |          |          | 625         | 1250        |
| −25              | 90,19    | 901,9    | 1306     |          | 26083    | 19560    |          |          | 654         | 1309        |
| −20              | 92,16    | 921,6    | 1366     |          | 19414    | 14560    |          |          | 685         | 1369        |
| −15              | 94,12    | 941,2    | 1430     |          | 14596    | 10943    |          |          | 716         | 1432        |
| −10              | 96,09    | 960,9    | 1493     |          | 11066    | 8299     |          |          | 748         | 1496        |
| −5               | 98,04    | 980,4    | 1561     | 31389    | 8466     |          |          |          | 781         | 1562        |
| ±0               | 100,00   | 1000,0   | 1628     | 23868    | 6536     |          |          |          | 815         | 1630        |
| +5               | 101,95   | 1019,5   | 1700     | 18299    | 5078     |          |          |          | 850         | 1700        |
| 10               | 103,90   | 1039,0   | 1771     | 14130    | 3986     |          |          |          | 886         | 1772        |
| 15               | 105,85   | 1058,5   | 1847     | 10998    |          |          |          |          | 923         | 1846        |
| 20               | 107,79   | 1077,9   | 1922     | 8618     |          |          |          |          | 961         | 1922        |
| 25               | 109,73   | 1097,3   | 2000     | 6800     |          |          | 15000    |          | 1000        | 2000        |
| 30               | 111,67   | 1116,7   | 2080     | 5401     |          |          | 11933    |          | 1040        | 2080        |
| 35               | 113,61   | 1136,1   | 2162     | 4317     |          |          | 9522     |          | 1081        | 2161        |
| 40               | 115,54   | 1155,4   | 2244     | 3471     |          |          | 7657     |          | 1123        | 2245        |
| 45               | 117,47   | 1174,7   | 2330     |          |          |          | 6194     |          | 1165        | 2331        |
| 50               | 119,40   | 1194,0   | 2415     |          |          |          | 5039     |          | 1209        | 2418        |
| 55               | 121,32   | 1213,2   | 2505     |          |          |          | 4299     | 27475    | 1254        | 2508        |
| 60               | 123,24   | 1232,4   | 2595     |          |          |          | 3756     | 22590    | 1300        | 2599        |
| 65               | 125,16   | 1251,6   | 2689     |          |          |          |          | 18668    | 1346        | 2692        |
| 70               | 127,08   | 1270,7   | 2782     |          |          |          |          | 15052    | 1394        | 2788        |
| 75               | 128,99   | 1289,9   | 2880     |          |          |          |          | 12932    | 1442        | 2885        |
| 80               | 130,90   | 1309,0   | 2977     |          |          |          |          | 10837    | 1492        | 2984        |
| 85               | 132,80   | 1328,0   | 3079     |          |          |          |          | 9121     | 1543        | 3085        |
| 90               | 134,71   | 1347,1   | 3180     |          |          |          |          | 7708     | 1594        | 3188        |
| 95               | 136,61   | 1366,1   | 3285     |          |          |          |          | 6539     | 1647        | 3293        |
| 100              | 138,51   | 1385,1   | 3390     |          |          |          |          |          | 1700        | 3400        |
| 110              | 142,29   | 1422,9   |          |          |          |          |          |          | 1810        | 3619        |
| 150              | 157,33   | 1573,3   |          |          |          |          |          |          | 2288        | 4575        |
| 200              | 175,86   | 1758,6   |          |          |          |          |          |          |             |             |
| 250              | 194,10   | 1941,0   |          |          |          |          |          |          |             |             |
| 300              | 212,05   | 2120,5   |          |          |          |          |          |          |             |             |
| 400              | 247,09   | 2470,9   |          |          |          |          |          |          |             |             |
| 500              | 280,98   | 2809,8   |          |          |          |          |          |          |             |             |
| 600              | 313,71   | 3137,1   |          |          |          |          |          |          |             |             |
| 700              | 345,28   | 3452,8   |          |          |          |          |          |          |             |             |
| 800              | 375,70   | 3757,0   |          |          |          |          |          |          |             |             |